# Rita Coolidge
Rita Coolidge (Lafayette, Tennessee, 1 de Maio de 1945) é uma cantora e atriz estadunidense. Começou a sua carreira como membro de coros de artistas como Joe Cocker, Eric Clapton e Leon Russell. Foi uma cantora muito famosa na década de 1970 e na década de 1980. Foi casada com Kris Kristofferson de 1973 até 1980, quando se separaram.
"We're All Alone" foi a canção mais executada na novela O Astro, de 1977, onde era o tema de amor dos personagens Lili e Márcio, interpretados por Elizabeth Savalla e Tony Ramos. A canção e o álbum Anytime Anywhere atingiram o top 10 da Inglaterra, Canadá, Estados Unidos e Portugal.
A cantora marcou presença em outras trilhas sonoras de novelas brasileiras. "Love Me Again" foi tema de Sinal de Alerta, no ano seguinte. Ainda em 1978, "You" apareceu na novela Pecado Rasgado. Em 1980, "I'd Rather Leave While I'm In Love" fez parte da trilha da novela Chega Mais.
Em 1983, a sua canção All time high fez parte da trilha sonora do filme Octopussy, décimo terceiro filme da franquia James Bond, a mesma música também foi tema da novela Eu Prometo, de 1983.
Sua canção Love came for me fez parte da trilha sonora do filme Splash (1984).
Em 1997, Coolidge foi um dos membros fundadores da banda Walela, álbuns entre 1997 e 2000. Walela significa em cherokee Colibri, já que os três integrantes são descendentes da tribo Cherokee.
Em 2004 produziu uma antologia de todos os seus sucessos intitulada Delta Lady — The Rita Coolidge Anthology.
Em 2006, percorreu o Reino Unido num espectáculo intitulado Once a Lifetime Country, dedicado à música country, com Don Williams e Kenny Rogers.

## Discografia
- Rita Coolidge (1971)
- Nice Feelin' (1971)
- The Lady's Not For Sale (1972)
- Full Moon (1972 – com Kris Kristofferson)
- Fall Into Spring (1979)
- Break Away (1974 – com Kris Christofferson)
- It's Only Love (1975)
- Radio Special (1977)
- Love Me Again (1978)
- Natural Act (1978 – com Kris Kristofferson)
- Satisfied (1979)
- Live In Japan (1980)
- Heartbreak Radio (1981)
- Never Let You Go (1983)
- Inside The Fire (1984)
- Good Old Days (1984)
- Fire Me Back (1990)
- Dancing With An Angel (1991)
- Love Lessons (1992)
- For You (1993)
- Someday (1994)
- Behind The Memories (1995)
- Cherokee (1995)
- Out Of The Blues (1996)
- Letting You Go With Love (1997)
- Thinking About You (1998)
- Delta Lady: The Rita Coolidge Anthology (2004)

## Sucessos da cantora
A tabela foi feita com base as vendas dos discos no Reino Unido e nos Estados Unidos da América, os maiores mercados da música.
| Ano  | Canção                                                | Top do Reino Unido | US Hot 100 | Top Adultos Contemporâneos (Estados Unidos da América) |
| ---- | ----------------------------------------------------- | ------------------ | ---------- | ------------------------------------------------------ |
| 1969 | "Turn Around and Love You"                            | -                  | 96         | -                                                      |
| 1972 | "Fever"                                               | -                  | 76         | -                                                      |
| 1973 | "My Crew"                                             | -                  | -          | 38                                                     |
| 1973 | "Whiskey, Whiskey"                                    | -                  | 106        | -                                                      |
| 1973 | "A Song I'd Like to Sing" (com Kris Kristofferson)    | -                  | 49         | 12                                                     |
| 1974 | "Loving Arms" (com Kris Kristofferson)                | -                  | 86         | 25                                                     |
| 1974 | "Rain" (com Kris Kristofferson)                       | -                  | -          | 44                                                     |
| 1975 | "Lover Please" (com Kris Kristofferson)               | -                  | -          | 42                                                     |
| 1977 | "(Your Love Has Lifted Me) Higher and Higher"         | 48                 | 2          | 5                                                      |
| 1977 | "We're All Alone"                                     | 6                  | 7          | 1                                                      |
| 1978 | "The Way You Do the Things You Do"                    | -                  | 20         | 9                                                      |
| 1978 | "Words"                                               | 25                 | -          | -                                                      |
| 1978 | "You"                                                 | -                  | 25         | 3                                                      |
| 1978 | "Love Me Again"                                       | -                  | 68         | 20                                                     |
| 1979 | "One Fine Day"                                        | -                  | 66         | 15                                                     |
| 1979 | "I'd Rather Leave While I'm in Love"                  | -                  | 38         | 3                                                      |
| 1980 | "Somethin' 'Bout You Baby I Like" (com Glen Campbell) | -                  | 42         | 39                                                     |
| 1980 | "Fool That I Am"                                      | -                  | 46         | 15                                                     |
| 1981 | "The Closer You Get"                                  | -                  | 103        | -                                                      |
| 1983 | "All Time High"                                       | 75                 | 36         | 1                                                      |
| 1983 | "Only You"                                            | -                  | -          | 37                                                     |
| 1984 | "Something Said Love"                                 | -                  | -          | 15                                                     |

## Filmografia
- 1971: Vanishing Point: J. Hovah's singer
- 1973: Pat Garrett and Billy the Kid (Pat Garrett & Billy the Kid) : Maria
- 1980: The Christmas Raccoons (TV): Melissa Raccoon (voz)
- 1981: The Raccoons on Ice (TV): Melissa Raccoon (voz)
- 2001: Christmas in the Clouds: Ramona
- 2002: Changing Hearts : Mrs. Phelps
- 2004: Walela: Live in Concert (video): Cantora
- 2005: On Stage at World Cafe Live (série TV)